# Oremus
Oremus (latim: Oremos) é um convite à oração, dito antes de pequenas preces na missa católica e no serviço divino luterano, bem como em outras liturgias do cristianismo ocidental.